# Cardigos
Cardigos es una freguesia portuguesa del concelho de Mação, con 71,34 km² de superficie y 1.233 habitantes (2001). Su densidad de población es de 17,3 hab/km².

## Galería

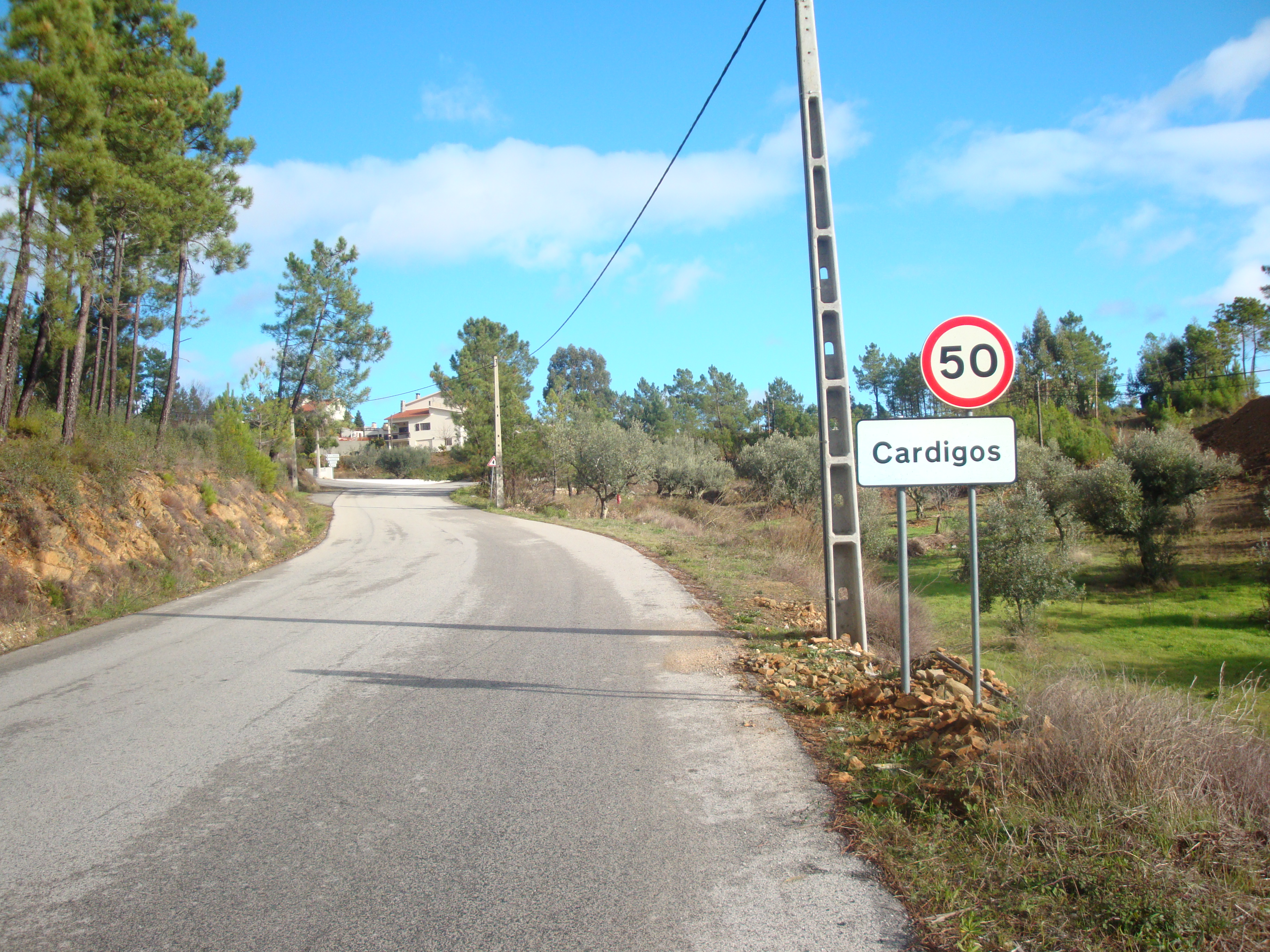